# Crise petrolífera de 1973

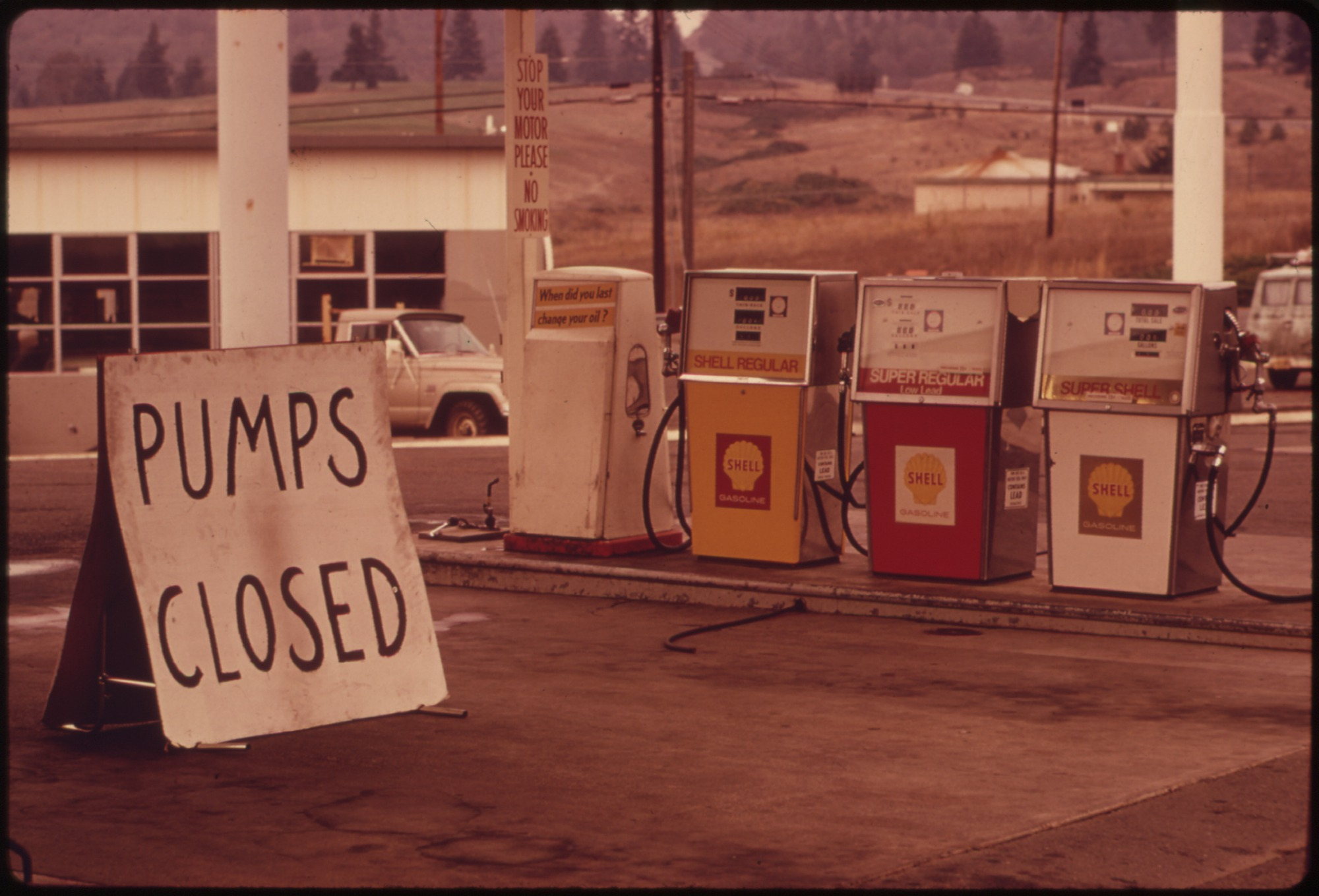
Um posto de gasolina norte-americano fechado durante o embargo ao petróleo em 1973.

A crise petrolífera de 1973 teve início em outubro de 1973 quando os membros da Organização dos Países Árabes Exportadores de Petróleo (OPAEP), que compreende os membros árabes da Organização dos Países Exportadores de Petróleo (OPEP), além de Egito e Síria, proclamaram um embargo petrolífero. O embargo foi direcionado as nações que eram vistas como apoiadoras de Israel durante a Guerra do Yom Kippur. As nações alvo do embargo foram inicialmente o Canadá, o Japão, a Holanda, o Reino Unido e os Estados Unidos, com o embargo também mais tarde se expandindo a Portugal, a Rodésia e a África do Sul. Até o fim do embargo, em março de 1974, o preço do petróleo subiu de 3 dólares por barril para cerca de 12 dólares no mundo inteiro; Os preços nos EUA foram ainda mais altos. O embargo causou uma crise, ou "choque" de petróleo, com muitos efeitos, de curto ou longo prazo, na política e economia global. Mais tarde, foi chamada o "primeiro choque do petróleo", seguido pela crise do petróleo de 1979, chamada o "segundo choque do petróleo."

## Resumo

Gráfico dos preços do petróleo a partir de 1861-2015, mostrando um aumento acentuado em 1973, e novamente durante a crise petrolífera de 1979. A linha laranja é ajustada à inflação.

O embargo foi uma resposta para o envolvimento norte-americano, em 1973, na Guerra do Yom Kippur. Seis dias depois do Egito e Síria terem lançado uma campanha militar surpresa contra Israel, os EUA forneceram armas a Israel. Em resposta, a OPAEP, anunciou um embargo do petróleo contra o Canadá, Japão, Países Baixos, Reino Unido e Estados Unidos.
A crise teve um impacto importante nas relações internacionais e criou uma divisão na OTAN. Algumas nações europeias e o Japão procuraram se desassociar da política externa americana no Médio Oriente para evitarem ser alvo de boicote. Produtores de petróleo árabes ligaram quaisquer futuras alterações na política à paz entre os beligerantes. Para resolver a situação, a administração de Nixon iniciou negociações multilaterais com os combatentes, convencendo Israel a retirar-se das posições na Península do Sinai e colinas de Golã. Até 18 de janeiro de 1974, o Secretário de Estado norte-americano, Henry Kissinger, negociou uma retirada das tropas israelitas de partes da península do Sinai. A promessa de uma solução negociada entre Israel e a Síria foi o suficiente para convencer os produtores de petróleo árabes a terminar o embargo, em março de 1974.
O embargo ocorreu num momento de crescente consumo de petróleo pelos países industrializados, e coincidiu com um forte aumento nas importações de petróleo pelos Estados Unidos. O sucesso do embargo demonstrou o poder diplomático e econômico da Arábia Saudita e resultou em vários países mudando suas políticas energéticas para evitar futura dependência.

## Contexto

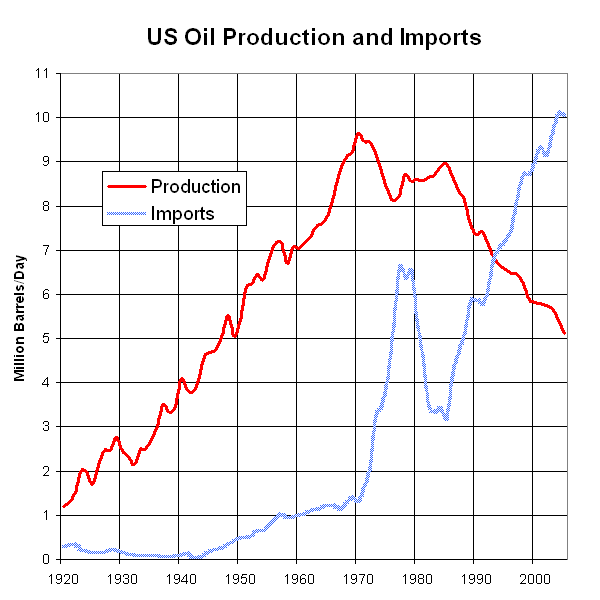
Produção e importação de petróleo nos EUA.

### O declínio da produção americana de petróleo
A produção de petróleo americana começou a diminuir durante os 1980, agravando o impacto do embargo.

### OPEP
A Organização dos Países Exportadores de Petróleo (OPEP), que era composta por doze países, incluindo Irã, sete países árabes (Iraque, Kuwait, Líbia, Catar, Arábia Saudita e Emirados Árabes Unidos), além de Venezuela, Indonésia, Nigéria e Equador, foi formada na Conferência de Bagdá, no dia 14 de setembro de 1960. A OPEP foi organizada para resistir à pressão exercida pelas "Sete Irmãs" (sete grandes empresas de petróleo do ocidente) para reduzir os preços do petróleo.

### Guerra do Yom Kipur
No dia 16 de outubro de 1973, a Síria e o Egito realizaram um ataque surpresa a Israel. Semanas depois o xá persa, na época aliado norte-americano e segundo maior exportador de petróleo para o EUA, disse em uma entrevista: "Claro que [o preço do petróleo] irá aumentar. Certamente! E como! [...] Vocês [ocidentais] aumentaram o preço do trigo que vendem em 300%, o mesmo foi feito para o açúcar e o cimento [...] Vocês compram nosso petróleo cru e vendem de volta [...] a centenas de vezes o preço que nos pagaram [...] É justo que vocês paguem mais pelo óleo de agora em diante".
Em 12 de outubro de 1973, o presidente dos EUA, Richard Nixon autorizou a Operação Nickel Grass, um Transporte aéreo tático para entregar as armas e provisões para Israel, depois da União Soviética ter começado a enviar armas para a Síria e Egito.

## Embargo
Em resposta ao auxílio norte-americano a Israel, a OPEP elevou o preço do petróleo de 70%, no dia 16 de outubro de 1973, para 5,11 dólares o barril. A Arábia Saudita e os restantes estados árabes produtores de petróleo uniram-se ao embargo no dia 20 de outubro de 1973. Em 2 de janeiro de 1974, O presidente dos Estados Unidos, Richard Nixon, assina um projeto de lei que reduz o limite de velocidade dos EUA para 55 MPH, a fim de economizar gasolina durante um embargo da OPEP.

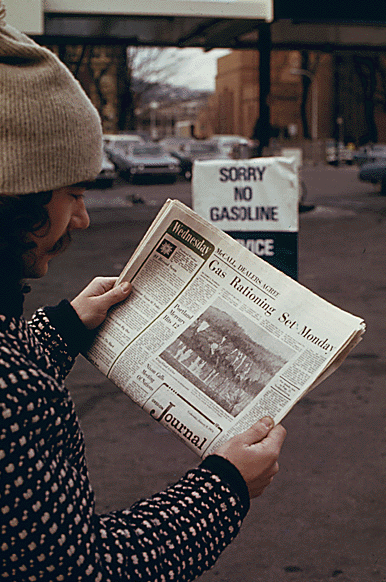
Um homem em uma estação de serviço lê sobre o sistema de racionamento de gasolina em um jornal da tarde; uma placa no fundo afirma que não há gasolina disponível. 1974.

Aumentos de preços também foram impostos. Como a curto prazo a demanda do petróleo é inelástica, a demanda imediata cai pouco quando o preço sobe. Assim, os preços de mercado subiram de 3 dólares por barril para 12 dólares por barril para ajustar a procura ao novo fornecimento mais baixo. O sistema financeiro mundial, que já estava sob pressão do colapso de Bretton Woods, foi definido em um caminho de recessão e inflação, que persistiu até o início da década de 1980, com os preços do petróleo permanecendo elevados até 1986.

## Efeitos

### Efeitos económicos imediatos
A OPEP forçou as empresas de petróleo para aumentar os pagamentos drasticamente. O preço do petróleo quadruplicou para cerca de 12 dólares por barril (58 dólares ajustado a inflação) em 1974.
O embargo teve uma influência negativa sobre a economia dos EUA, causando demandas imediatas para lidar com as ameaças a sua segurança energética. a nível internacional, o aumento de preços alterou a competitividade de muitas indústrias (e.g. automóveis e painéis solares). Problemas macroeconômicos consistiram em impactos tanto na inflação como na deflação. O embargo deixou as empresas petrolíferas interessadas em procurar novas maneiras para aumentar a oferta de petróleo, mesmo em terreno acidentado como o ártico.
O xeque Ahmed Yamani, ministro do petróleo da Arábia Saudita, no dia da decisão de quadruplicar o preço do petróleo, em 23 de dezembro de 1973, resumiu assim o significado da alta do petróleo: "Terminou a Era do tremendo progresso e das riquezas ainda mais extraordinárias conseguidas com o petróleo barato".